# 弗里茨·席爾根
弗里德里希·「弗里茨」·席爾根（德語：Friedrich „Fritz“ Schilgen，1906年9月8日—2005年9月12日）是一位德國運動員，在1936年夏季奧林匹克運動會中擔任運動會主火炬點燃者，且曾是國際奧林匹克委員會的顧問之一，協助策劃數屆夏季奧林匹克運動會的賽事。

## 生平
席爾根於1906年9月8日在德國黑森邦內的法蘭克福近郊出生。第一次世界大戰後，他開始接受中長跑運動員的訓練。1936年3月21日，席爾根結婚，並在爾後分別生了五名子女。他在1936年受到德國政府的邀請，擔任柏林奧運的主火炬點燃者，但不參加任何賽事。
1972年，他以奧林匹克委員會顧問的身分協助策劃慕尼黑奧運的賽事。
2005年，席爾根高齡99歲逝世。